# Takumi Uesato
Takumi Uesato (上里 琢文 Uesato Takumi?), född 29 april 1990 i Okinawa prefektur, är en japansk fotbollsspelare.
Uesato började sin karriär 2009 i Kyoto Sanga FC. 2011 flyttade han till FC Ryukyu. Han spelade 33 ligamatcher för klubben.